# Barycentrum
Barycentrum (fra græsk βαρύκεντρον: tyngdepunkt) er i astronomi og astrofysik det punkt mellem to eller flere himmellegemer, hvor deres tyngdekraft netop ophæver hinanden. Det er lig det massecentrum, som sådanne himmellegemer vil kredse om. En måne, som kredser om en planet, eller en planet, som kredser om en stjerne, kredser begge i virkeligheden om et punkt, som ikke falder sammen med centrum af den største klode, men som ligger længere eller kortere væk fra dette centrum, afhængigt af de to kloders forskel i masse. For Månen gælder det, at den ikke kredser om Jordens centrum, men om et punkt på linjen mellem Jorden og Månen, som ligger tilnærmelsesvis 1.710 km under Jordens overflade. Der afbalancerer de to kloders masser hinanden, og derom kredser de samtidig med, at de begge kredser om Solen.
Barycentrum er et af brændpunkterne i hver klodes elliptiske kredsløb.

## Barycentrum i et to-legeme-system
I et simpelt to-legeme-system ligger barycentrum på linjen mellem de to legemers massecentrum. Her kan r1, som er afstanden fra centrum af det største legeme til barycentrum, beregnes ved følgende formel:
{\displaystyle r_{1}=a\cdot {m_{2} \over m_{1}+m_{2}}={a \over 1+m_{1}/m_{2}}}
hvor:
a er afstanden mellem de to legemers centre.
m1 og m2 er massen af henholdsvis det ene og det andet legeme.
r1 er i hovedsagen den halve storakse i det største legemes omløbsbane omkring barycentret, og r2 = a − r1 er den halve storakse i det andet legemes omløbsbane. Hvis barycentrum befinder sig inde i det legeme, som har størst masse, vil dette set udefra synes at "rokke" i forhold til omgivelserne, snarere end at følge en tydelig omløbsbane.

### Barycentrum for Jorden og Månen
Barycentrum for Jord-Måne-systemet ligger mellem 4.331 og 4.942 km (middelværdi: 4.671 km) fra Jordens midtpunkt, altså under Jordens overflade i en dybde af ca. 1.700 km. Middelværdien fås ved at dele Månens gennemsnitlige afstand (384.000 km) med 82, fordi Jordens masse er 81 gange større end Månens (ovennævnte formel med {\displaystyle m_{1}=81} og {\displaystyle m_{2}=1}).
Omtrent hver måned gennemløber altså ikke kun Månen en elliptisk bane, men Jorden gennemløber samtidig en ellipsebane, som blot er 81 gange mindre. Derfor bevæger Jorden sig ikke nøjagtigt i Ekliptika, men kan afvige derfra med op til 0,8 buesekunder.

### Solen og planeterne
Barycentrum for solsystemet har stor betydning, fordi det definerer referencepunktet for alle planetbaner, det ekliptiske koordinatsystem. Barycentret ligger for det meste uden for Solen og afhænger først og fremmest af planeterne Jupiters og Saturns stilling. De to kæmpeplaneter har henholdsvis 0,10 og 0,03 procent af Solens masse, hvilket påvirker dens baneakse med ca. 740.000, henholdsvis 410.000 km. Eftersom Solens radius er 696.000 km, kan barycentret i længere perioder ligge enten under eller over soloverfladen. Sidstnævnte situation er den almindeligste.
Solsystemets massecentrum er desuden af betydning for Temps atomique barymetrique (TAB), hvilket er den fælles atomtidsskala for alle planeterne.
Når Jupiter og Saturn står på linje, ligger barycentrum næsten 2 solradier uden for Solens centrum. Det forekommer nogenlunde hvert tyvende år ved en såkaldt stor konjunktion). Omkring ti gange pr. årtusind samler endda alle planeter fra Merkur til Neptun sig i samme kvadrant i solsystemet, altså inden for et udsnit på 90°, hvilket sidst skete i 1817. I marts 1982 stod de 8 planeter inden for en sektor på 95 grader .
I 1990 befandt Solens centrum sig næsten nøjagtigt i barycentret, mens det i 1997 til gengæld var to solradier væk fra det. I maj 2000 stod de 5 planeter, som allerede var kendt i Antikken, igen alle på samme side af Solen som Jorden.
Hvis m1 ≫ m2, hvilket gælder for Solen og enhver af dens planeter, så er forholdet r1/R1 tilnærmelsesvis:
{\displaystyle {a \over R_{1}}\cdot {m_{2} \over m_{1}}}
Følgelig vil barycentrum for et Sol-planet-system kun ligge uden for Solen, hvis:
{\displaystyle {a \over R_{\bigodot }}\cdot {m_{\text{planet}} \over m_{\bigodot }}>1\;\Rightarrow \;{a\cdot m_{\text{planet}}}>{R_{\bigodot }\cdot m_{\bigodot }}\approx 2.3\times 10^{11}\;m_{\text{Jorden}}\;{\mbox{km}}\approx 1530\;m_{\text{Jorden}}\;{\mbox{au}}}
altså hvis planeten både har stor masse og er langt væk fra Solen.
Hvis Jupiter befandt sig i Merkurs omløbsbane (57.900.000 km, 0,387 au), ville barycentrum for Sol-Jupiter-system ligge kun 5.500 km fra Solens centrum. (r1/R1 ~ 0.08). Men selv om Jorden lå så fjernt som i Eris' bane (68 au), ville barycentret stadig ligge inde i Solen (lige godt 30.000 km fra dens centrum).
For at kunne beregne Solens virkelige bevægelse, skal summen af alle påvirkninger fra planeter, kometer, asteroider osv. i solsystemet kendes, hvilket er et n-legeme-problem. Såfremt alle planeter på et tidspunkt befinder sig på samme side af Solen, vil det kombinerede massecentrum ligge omkring 500.000 km over Solens overflade.

### Eksempler
Tabellen nedenfor giver nogle eksempler fra solsystemet. Tallene er afrundet til tre betydende cifre. Tabellens sidste to kolonner viser R1, som er radius for den mest massive klode, og r1/R1, som er forholdet mellem afstanden til barycentret og denne radius. En værdi mindre end en betyder, at barycentret ligger inde i den større klode.
| Største klode | m1 (mJ=1)    | Mindre klode | m2 (mJ=1)               | a (km)                | r1 (km)      | R1 (km)      | r1/R1        |
| Bemærkninger | Bemærkninger | Bemærkninger | Bemærkninger            | Bemærkninger          | Bemærkninger | Bemærkninger | Bemærkninger |
| --- | ------------ | ------------ | ----------------------- | --------------------- | ------------ | ------------ | ------------ |
| Jorden | 1            | Månen        | 0,0123                  | 384,000               | 4.670        | 6.380        | 0,732        |
| Jorden udviser en tydelig "rokken" i rummet. |              |              |                         |                       |              |              |              |
| Pluto | 0,0021       | Charon       | 0,000254 (0,121 mPluto) | 19.600                | 2.110        | 1.150        | 1,83         |
| Begge kloder har tydelige omløb om deres barycentrum, hvorfor Pluto og Charon af mange ansås som et dobbeltplanet-system, indtil betydningen af planet blev omdefineret i august 2006. |              |              |                         |                       |              |              |              |
| Solen | 333.000      | Jorden       | 1                       | 150.000,000 (1 AU)    | 449          | 696.000      | 0,000646     |
| Solens "rokken" er kun lige akkurat målelig. |              |              |                         |                       |              |              |              |
| Solen | 333,000      | Jupiter      | 318 (0,000955 mSol)     | 778.000,000 (5,20 AU) | 742.000      | 696.000      | 1,07         |
| Solen kredser om et barycentrum, som ligger lige over dens overflade. |              |              |                         |                       |              |              |              |

Beregningerne ovenfor er foretaget ud fra klodernes gennemsnitlige afstand og giver derfor gennemsnitsværdien for r1. Men eftersom alle omløbsbaner i rummet er elliptiske, varierer afstanden mellem klodernes apsider, afhængigt af banernes excentricitet, e. Følgelig varierer også barycentrums position, og for nogle systemer kan barycentrum sommetider ligge indenfor og sommetider udenfor kloden med den største masse. Det optræder, når:
{\displaystyle {1 \over {1-e}}>{r_{1} \over R_{1}}>{1 \over {1+e}}}
Det ses, at Solen-Jupiter-systemet, hvor eJupiter = 0,0484, lige netop ikke opfylder betingelsen for, at barycentrum ligger inde i Solen: 1,05 ≯ 1,07 > 0,954.

### Animationer
Billederne er tilnærmede, ikke simulerede.
| To himmellegemer med samme masse, som kredser omkring et fælles barycentrum. (svarer til 90 Antiope-systemet). | To kloder med forskel i masse, som kredser omkring et fælles barycentrum, som i Pluto-Charon- systemet. | To kloder med betydelig forskel i masse, som kredser om et fælles barycentrum (svarende til Jorden-Månen-systemet). | To himmellegemer med ekstrem forskel i masse, som kredser omkring et fælles barycentrum (svarende til Solen-Jorden-systemet). |

## Dobbeltstjerner og exoplaneter
Barycentrum for dobbeltstjerner med samme masse ligger nøjagtigt midt mellem de to stjerner, som kredser om det i lige store Keplerellipser. Er masserne forskellige, bevæger den mest massive stjerne sig i en tilsvarende mindre ellipse.
Med præcise metoder fra astrometrien kan meget små ledsagestjerner, som ikke kan ses i kikkert eller teleskop, opdages ved den rokken af den store klode, som deres omløb giver anledning til, hvilket i de sidste år har medført opdagelse af talrige exoplaneter af Jupiterstørrelse. Den første opdagelse ved hjælp af denne metode var opdagelsen i 1844 af Sirius B, en hvid dværg, der overstråles af Sirius, som er den klareste stjerne på himlen, og som lyser omkring 10.000 gange stærkere. Først 18 år efter Friedrich Wilhelm Bessels beregning blev den mindre stjerne, som har en vinkelafstand på 8" fra Sirius, observeret direkte.
Massecentrum for Mælkevejen ligger i retning af stjernebilledet Skytten og benævnes dens galaktiske centrum. Alle stjerner i galaksen kredser om det, men ikke i nøjagtige Keplerbaner, fordi Mælkevejens massefordeling ikke, som det er tilfældet for solsystemet, er koncentreret i centrum.